# Madame Saqui
Pour les articles homonymes, voir Lalanne.
Madame Saqui, née Marguerite-Antoinette Lalanne à Agde le 26 février 1786 et morte à Neuilly-sur-Seine le 21 janvier 1866, est une célèbre acrobate et danseuse de corde du XIXe siècle.

## Carrière
Fille de Jean-Baptiste Lalanne et d'Hélène Masgomieri, « marchands botanistes et artistes », elle n'a que cinq ans lorsqu'elle rejoint à Paris ses parents qui appartiennent à la troupe des Grands-Danseurs du Roi dans laquelle elle fait ses débuts d'artiste sous le nom de « la petite Basquaise ». Mais Nicolet, directeur de la troupe, résilie l'engagement de Jean-Baptiste Lalanne qui a fait une mauvaise chute. La famille prend alors le parti de quitter Paris et de reprendre une existence aventureuse. C'est à la foire de Tours, le grand rendez-vous des forains de l'époque, que Marguerite travaille les principes de la danse de corde avec son amie Françoise-Catherine Bénéfand, qui deviendra plus tard la célèbre Mlle Malaga, et auprès du citoyen Barraut qui dirige une troupe d'acrobates. C'est avec cette troupe que, sous le nom de « Mlle Ninette », elle fait ses premiers pas en public comme danseuse de corde. « Mlle Ninette » ayant fait fureur à Tours, ses parents décident de former leur propre troupe avec laquelle ils se mettent à parcourir la France. Mais après quelques années, des déboires les obligent à rejoindre la troupe Houssaye puis le cirque Roussi, et c'est à Épinal que « la divine Basquaise » fait la connaissance de Pierre Saqui, qu'elle épouse à Tours en 1805. En 1806, le jeune couple rejoint Paris et Madame Saqui enflamme les spectateurs du jardin de Tivoli. Sa réputation va rapidement embraser Paris et ses exercices sont très prisés sous Napoléon Ier. Victor Fournel raconte que, lors d'une de ces manifestations publiques dont le Premier Empire avait le secret, Mme Saqui jouait à elle seule sur la corde raide des mimodrames, où elle représentait le passage du mont Saint-Bernard, la bataille de Wagram, la prise de Saragosse.
Devant la prolifération des troupes rivales, Mme Saqui commence à voyager en province, où elle rencontre un succès grandissant. On la voit à Rouen en 1810 et 1811, à Nîmes en 1812, à Rouen en 1813, puis à Lille, Valenciennes, Gand et Bruxelles en 1814, ainsi qu'à Liège au début de l'année suivante : elle se fait connaître dans cette ville sous le titre de « première artiste funambule de S.M. le roi Louis XVIII, directrice des fêtes et ascensions du Gouvernement ».
En 1815, Pierre Klavdievitch Moussine-Pouchkine (Пётр Клавдиевич Мусин-Пушкин), capitaine des cosaques, occupe Paris. Comme tous les Russes de haut rang de l'époque, il parle parfaitement français. Beau et fringant garçon, il n'a aucune difficulté à séduire la jeune danseuse de corde. De cette liaison, semble-t-il, naquit Ekaterina Petrovna en janvier 1816 (qui devint plus tard princesse Troubetzkoy).
Cette affaire fut étouffée par la famille Moussine-Pouchkine, Madame Saqui fut dédommagée contre la promesse de ne pas chercher à revoir sa fille et Ekaterina Petrovna, ramenée en Russie, reçut l'éducation correspondant à son rang, parmi ses nombreuses cousines.
En 1816, elle se blesse aux côtes en tombant de sa corde lors d'une représentation à Londres.
En 1816, elle obtient le privilège d'occuper une salle au boulevard du Temple, connu comme le « boulevard du Crime » : le Théâtre de Madame Saqui connaît un succès ininterrompu jusqu'en 1830. Mais des déboires financiers, dus à une mauvaise gestion de son frère Baptiste et à l'épidémie de choléra de 1832, qui rend l'exploitation des théâtres désastreuse, la contraignent à céder son privilège à un dénommé Roux, dit Dorsay. À quarante-sept ans, Madame Saqui reprend une vie nomade et voyage alors vers de nouvelles contrées. On la rencontre notamment à Madras en décembre 1850. Elle continue d'exercer son métier de danseuse de corde jusqu'en 1861. Elle meurt dans sa quatre-vingtième année et est enterrée dans la 40e division du cimetière du Père-Lachaise.